# Clubiona
Clubiona este un gen de păianjeni din familia Clubionidae.

## Specii[1]
- Clubiona abbajensis
- Clubiona abboti
- Clubiona acanthocnemis
- Clubiona achilles
- Clubiona acies
- Clubiona aciformis
- Clubiona aculeata
- Clubiona adjacens
- Clubiona aducta
- Clubiona africana
- Clubiona akagiensis
- Clubiona alexeevi
- Clubiona aliceae
- Clubiona alluaudi
- Clubiona alpicola
- Clubiona altissimoides
- Clubiona altissimus
- Clubiona alveolata
- Clubiona amurensis
- Clubiona analis
- Clubiona andreinii
- Clubiona angulata
- Clubiona annuligera
- Clubiona anwarae
- Clubiona apiata
- Clubiona applanata
- Clubiona aspidiphora
- Clubiona asrevida
- Clubiona auberginosa
- Clubiona australiaca
- Clubiona baborensis
- Clubiona bagerhatensis
- Clubiona baimaensis
- Clubiona baishishan
- Clubiona bakurovi
- Clubiona bandoi
- Clubiona basarukini
- Clubiona bashkirica
- Clubiona bengalensis
- Clubiona bevisi
- Clubiona biaculeata
- Clubiona biembolata
- Clubiona bifissurata
- Clubiona bishopi
- Clubiona blesti
- Clubiona bonicula
- Clubiona boxaensis
- Clubiona brevipes
- Clubiona bryantae
- Clubiona bukaea
- Clubiona cada
- Clubiona caerulescens
- Clubiona californica
- Clubiona caliginosa
- Clubiona cambridgei
- Clubiona canaca
- Clubiona canadensis
- Clubiona canberrana
- Clubiona candefacta
- Clubiona capensis
- Clubiona caplandensis
- Clubiona catawba
- Clubiona chabarovi
- Clubiona chakrabartei
- Clubiona charitonovi
- Clubiona charleneae
- Clubiona chathamensis
- Clubiona chevalieri
- Clubiona chikunii
- Clubiona chippewa
- Clubiona circulata
- Clubiona cirrosa
- Clubiona citricolor
- Clubiona clima
- Clubiona complicata
- Clubiona comta
- Clubiona concinna
- Clubiona congentilis
- Clubiona consensa
- Clubiona contaminata
- Clubiona contrita
- Clubiona convoluta
- Clubiona coreana
- Clubiona corrugata
- Clubiona corticalis
- Clubiona crouxi
- Clubiona cycladata
- Clubiona cylindrata
- Clubiona damirkovaci
- Clubiona debilis
- Clubiona decora
- Clubiona deletrix
- Clubiona delicata
- Clubiona desecheonis
- Clubiona deterrima
- Clubiona didentata
- Clubiona dikita
- Clubiona diniensis
- Clubiona distincta
- Clubiona diversa
- Clubiona drassodes
- Clubiona dubia
- Clubiona dunini
- Clubiona duoconcava
- Clubiona durbana
- Clubiona dyasia
- Clubiona dysderiformis
- Clubiona elaphines
- Clubiona ericius
- Clubiona eskovi
- Clubiona estes
- Clubiona esuriens
- Clubiona evoronensis
- Clubiona excavata
- Clubiona excisa
- Clubiona ezoensis
- Clubiona facilis
- Clubiona falcate
- Clubiona filicata
- Clubiona filoramula
- Clubiona flavocincta
- Clubiona forcipa
- Clubiona frisia
- Clubiona frutetorum
- Clubiona furcata
- Clubiona fusoidea
- Clubiona fuzhouensis
- Clubiona gallagheri
- Clubiona genevensis
- Clubiona germanica
- Clubiona gertschi
- Clubiona gilva
- Clubiona giulianetti
- Clubiona glatiosa
- Clubiona godfreyi
- Clubiona golovatchi
- Clubiona gongi
- Clubiona governetonis
- Clubiona guianensis
- Clubiona haeinsensis
- Clubiona haplotarsa
- Clubiona hatamensis
- Clubiona haupti
- Clubiona hedini
- Clubiona helenae
- Clubiona helva
- Clubiona heteroducta
- Clubiona heterosaca
- Clubiona hilaris
- Clubiona hindu
- Clubiona hitchinsi
- Clubiona hoffmanni
- Clubiona hugispaa
- Clubiona hugisva
- Clubiona hummeli
- Clubiona hundeshageni
- Clubiona huttoni
- Clubiona hwanghakensis
- Clubiona hyrcanica
- Clubiona hysgina
- Clubiona hystrix
- Clubiona iharai
- Clubiona ikedai
- Clubiona inaensis
- Clubiona inquilina
- Clubiona insulana
- Clubiona interjecta
- Clubiona irinae
- Clubiona janae
- Clubiona japonica
- Clubiona japonicola
- Clubiona jiulongensis
- Clubiona johnsoni
- Clubiona jucunda
- Clubiona juvenis
- Clubiona kagani
- Clubiona kaltenbachi
- Clubiona kapataganensis
- Clubiona kasanensis
- Clubiona kastoni
- Clubiona kasurensis
- Clubiona katioryza
- Clubiona kayashimai
- Clubiona kiboschensis
- Clubiona kigabensis
- Clubiona kimyongkii
- Clubiona kiowa
- Clubiona komissarovi
- Clubiona kowong
- Clubiona krisisensis
- Clubiona kropfi
- Clubiona kuanshanensis
- Clubiona kularensis
- Clubiona kulczynskii
- Clubiona kumadaorum
- Clubiona kunashirensis
- Clubiona kurenshikovi
- Clubiona kurilensis
- Clubiona kurosawai
- Clubiona lamina
- Clubiona langei
- Clubiona latericia
- Clubiona laticeps
- Clubiona latitans
- Clubiona laudabilis
- Clubiona laudata
- Clubiona lawrencei
- Clubiona lena
- Clubiona leonilae
- Clubiona leptosa
- Clubiona leucaspis
- Clubiona limpida
- Clubiona limpidella
- Clubiona linea
- Clubiona linzhiensis
- Clubiona lirata
- Clubiona littoralis
- Clubiona logunovi
- Clubiona longipes
- Clubiona luapalana
- Clubiona ludhianaensis
- Clubiona lutescens
- Clubiona lyriformis
- Clubiona maculata
- Clubiona mahensis
- Clubiona mandibularis
- Clubiona mandschurica
- Clubiona manshanensis
- Clubiona maracandica
- Clubiona maritima
- Clubiona marmorata
- Clubiona marna
- Clubiona marusiki
- Clubiona maya
- Clubiona maysangarta
- Clubiona mayumiae
- Clubiona mazandaranica
- Clubiona medog
- Clubiona melanosticta
- Clubiona melanothele
- Clubiona meraukensis
- Clubiona microsapporensis
- Clubiona mikhailovi
- Clubiona mimula
- Clubiona minor
- Clubiona minuscula
- Clubiona minuta
- Clubiona mixta
- Clubiona modesta
- Clubiona moesta
- Clubiona moralis
- Clubiona mordica
- Clubiona mujibari
- Clubiona munda
- Clubiona munis
- Clubiona mutata
- Clubiona mutilata
- Clubiona mykolai
- Clubiona natalica
- Clubiona neglecta
- Clubiona neglectoides
- Clubiona nemorum
- Clubiona nenilini
- Clubiona neocaledonica
- Clubiona newnani
- Clubiona nicholsi
- Clubiona nicobarensis
- Clubiona nigromaculosa
- Clubiona nilgherina
- Clubiona ningpoensis
- Clubiona nollothensis
- Clubiona norvegica
- Clubiona notabilis
- Clubiona obesa
- Clubiona odelli
- Clubiona odesanensis
- Clubiona ogatai
- Clubiona oligerae
- Clubiona opeongo
- Clubiona orientalis
- Clubiona oteroana
- Clubiona ovalis
- Clubiona pacifica
- Clubiona pahilistapyasea
- Clubiona paiki
- Clubiona pala
- Clubiona pallidula
- Clubiona pantherina
- Clubiona papillata
- Clubiona papuana
- Clubiona paralena
- Clubiona parallela
- Clubiona parallelos
- Clubiona paranghinlalakirta
- Clubiona parangunikarta
- Clubiona parconcinna
- Clubiona parvula
- Clubiona pashabhaii
- Clubiona peculiaris
- Clubiona phansa
- Clubiona phragmitis
- Clubiona phragmitoides
- Clubiona picturata
- Clubiona pikei
- Clubiona plumbi
- Clubiona pogonias
- Clubiona pomoa
- Clubiona pongolensis
- Clubiona pototanensis
- Clubiona praematura
- Clubiona procera
- Clubiona procteri
- Clubiona producta
- Clubiona propinqua
- Clubiona proszynskii
- Clubiona pruvotae
- Clubiona pseudogermanica
- Clubiona pseudomaxillata
- Clubiona pseudominor
- Clubiona pseudoneglecta
- Clubiona pseudopteroneta
- Clubiona pseudosaxatilis
- Clubiona pseudosimilis
- Clubiona pterogona
- Clubiona pteronetoides
- Clubiona puera
- Clubiona pupillaris
- Clubiona pupula
- Clubiona pygmaea
- Clubiona pyrifera
- Clubiona qini
- Clubiona qiyunensis
- Clubiona quebecana
- Clubiona rainbowi
- Clubiona ramoiensis
- Clubiona rava
- Clubiona reclusa
- Clubiona rethymnonis
- Clubiona revillioidi
- Clubiona rhododendri
- Clubiona rileyi
- Clubiona riparia
- Clubiona risbeci
- Clubiona rivalis
- Clubiona robusta
- Clubiona roeweri
- Clubiona rosserae
- Clubiona rostrata
- Clubiona rothschildi
- Clubiona ruandana
- Clubiona ruffoi
- Clubiona rumpiana
- Clubiona rybini
- Clubiona ryukyuensis
- Clubiona saltitans
- Clubiona saltuum
- Clubiona samoënsis
- Clubiona sapporensis
- Clubiona saurica
- Clubiona savesi
- Clubiona saxatilis
- Clubiona scandens
- Clubiona scatula
- Clubiona scenica
- Clubiona semicircularis
- Clubiona sertungensis
- Clubiona shillongensis
- Clubiona sichotanica
- Clubiona sigillata
- Clubiona silvestris
- Clubiona similis
- Clubiona sjostedti
- Clubiona sopaikensis
- Clubiona sparassella
- Clubiona spiralis
- Clubiona stagnatilis
- Clubiona stiligera
- Clubiona straminea
- Clubiona subborealis
- Clubiona submaculata
- Clubiona subnotabilis
- Clubiona subparallela
- Clubiona subrostrata
- Clubiona subsultans
- Clubiona subtilis
- Clubiona subtrivialis
- Clubiona sulla
- Clubiona tabupumensis
- Clubiona taiwanica
- Clubiona tanikawai
- Clubiona tateyamensis
- Clubiona tenera
- Clubiona tengchong
- Clubiona ternatensis
- Clubiona terrestris
- Clubiona thorelli
- Clubiona tiantongensis
- Clubiona tikaderi
- Clubiona tongdaoensis
- Clubiona topakea
- Clubiona torta
- Clubiona tortuosa
- Clubiona transbaicalica
- Clubiona transversa
- Clubiona trivialis
- Clubiona tsurusakii
- Clubiona uenoi
- Clubiona umbilensis
- Clubiona unanoa
- Clubiona unikarta
- Clubiona upoluensis
- Clubiona vachoni
- Clubiona vacuna
- Clubiona valens
- Clubiona vegeta
- Clubiona venatoria
- Clubiona venusae
- Clubiona venusta
- Clubiona victoriaensis
- Clubiona vigil
- Clubiona vigillella
- Clubiona violaceovittata
- Clubiona viridula
- Clubiona wolongica
- Clubiona wunderlichi
- Clubiona yaginumai
- Clubiona yangmingensis
- Clubiona yaroslavi
- Clubiona yasudai
- Clubiona yoshidai
- Clubiona zacharovi
- Clubiona zandstrai
- Clubiona zhangmuensis
- Clubiona zhui
- Clubiona zilla
- Clubiona zimmermanni
- Clubiona zyuzini